# Fiacre-François Potot de Montbeillard
Fiacre-François Potot de Montbeillard, né le 23 décembre 1723 à Semur-en-Auxois, France, décédé le 31 décembre 1778, à Semur-en-Auxois, était un officier d’artillerie français.

## Biographie
Entré dans l'armée en 1741, il fut promu capitaine en second du corps royal d’artillerie et de génie en 1756. En 1757, il est envoyé en Nouvelle-France où il commande une seconde compagnie d'artillerie. François-Marc-Antoine Le Mercier est le commandant en chef des deux compagnies. 

## Canada
Au Canada, il aide à la planification du système de défense de Québec avec Louis-Joseph de Montcalm en 1759. 
La nuit du 13 septembre il est à Beauport avec Montcalm. C’est  Montbeillard qui devient commandant d'artillerie et remplace Le Mercier envoyé par Vaudreuil avec François Gaston de Lévis le 9 août pour défendre Montréal. Charles Saunders (amiral), feint un débarquement à Beauport et maintient les défenseurs en alerte.  Montbeillard parcourt à cheval la ligne de canons, ainsi que les retranchements et est convaincu de pouvoir bloquer toute tentative de débarquement anglais. Au matin, la surprise est totale ; les Anglais sont sur les plaines. C'est à lui que Montcalm fait les remarques : il faut passer à l'action ; l'ennemi se retranche, Bougainville n'entend-il pas le bruit des canons et de fusillades?.  Montbeillard participe à la bataille des Plaines d'Abraham. Il obtient la croix de Saint-Louis. En 1760, il participe à la bataille de Sainte-Foy et suit la remontée de l'armée anglaise vers Montréal.

## Retour en France
Après la capitulation de Montréal, il rentre en France avec le reste de l'armée française.